# EA Sports Ignite
EA Sports Ignite (appelé EA SPORTS IGNITE) est un moteur de jeu vidéo construit par Electronic Arts et conçu pour rendre les sports de jeux vidéo "vivants". La technologie a été annoncée lors de l'événement Xbox One de Microsoft en mai 2013 pour trois jeux de franchise EA Sports pour Xbox One et PlayStation 4 : FIFA 14, Madden NFL 25 et NBA Live 14, tous sortis à l'automne 2013.
Ce moteur de jeu n'est cependant plus utilisé depuis 2016 sur la série FIFA et depuis 2021 pour la série NHL pour le passage à la neuvième génération de console de jeu vidéo.

## Capacités
Electronic Arts a annoncé plusieurs fonctionnalités dans le moteur. Son cadre d'intelligence humaine permet aux joueurs du jeu de "penser comme de vrais athlètes", avec la possibilité de porter des jugements rapides, de se préparer au choc et de jouer en équipe.  Par exemple, la nouvelle intelligence artificielle crée un sentiment d'urgence pour les bots vers la fin d'un match pour tirer plus au but. La structure True Player Motion fait bouger le corps, les membres et les vêtements des joueurs en fonction de la physique. La structure Living Worlds quant à elle modélise les spectateurs du stade et leurs comportements individuellement. Le public aura des attentes concernant les matchs à enjeu et réagira en conséquence à la progression du match. L'intelligence artificielle d'Ignite est capable d'utiliser les consoles de nouvelle génération pour gérer quatre fois plus de calculs par seconde que les anciens titres EA Sports. Les détails de l'animation devraient être "décuplés". 
Electronic Arts prévoit d'utiliser Ignite pour les futurs jeux de sport et Frostbite pour les futurs jeux d'action (à l'exception de Rory McIlroy PGA Tour, qui utilise également Frostbite, et des itérations actuelles des séries Madden NFL, FIFA et NHL, qui utilisent Frostbite au lieu d'Ignite). La société avait auparavant partagé la technologie en interne avant de passer au développement de tous les futurs jeux de sport sur le même moteur. 

## Histoire
Ignite a été annoncé publiquement lors de l'événement de la révélation de la Xbox One de Microsoft en mai 2013. Quatre prochains jeux de franchise EA Sports pour Xbox One et PlayStation 4 ont été annoncés comme utilisant la technologie : FIFA 14, EA Sports UFC, Madden NFL 25 et NBA Live 14.  Electronic Arts a montré des séquences pré-rendues des jeux lors de l'événement de révélation au lieu d'un gameplay en temps réel. 

## Jeux utilisant le moteur Ignite
| Titre           | Plateforme(s)                              | Date de sortie | Genre(s) |
| --------------- | ------------------------------------------ | -------------- | -------- |
| FIFA 14         | PlayStation 4, Xbox One                    | novembre 2013  | Sports   |
| Madden NFL 25   | PlayStation 4, Xbox One                    | novembre 2013  | Sports   |
| NBA Live 14     | PlayStation 4, Xbox One                    | novembre 2013  | Sports   |
| EA Sports UFC   | PlayStation 4, Xbox One                    | juin 2014      | Sports   |
| Madden NFL 15   | PlayStation 4, Xbox One                    | août 2014      | Sports   |
| NHL 15          | PlayStation 4, Xbox One                    | septembre 2014 | Sports   |
| FIFA 15         | Microsoft Windows, PlayStation 4, Xbox One | septembre 2014 | Sports   |
| NBA Live 15     | PlayStation 4, Xbox One                    | octobre 2014   | Sports   |
| Madden NFL 16   | PlayStation 4, Xbox One                    | août 2015      | Sports   |
| NHL 16          | PlayStation 4, Xbox One                    | septembre 2015 | Sports   |
| FIFA 16         | Microsoft Windows, PlayStation 4, Xbox One | septembre 2015 | Sports   |
| NBA Live 16     | PlayStation 4, Xbox One                    | septembre 2015 | Sports   |
| EA Sports UFC 2 | PlayStation 4, Xbox One                    | mars 2016      | Sports   |
| Madden NFL 17   | PlayStation 4, Xbox One                    | août 2016      | Sports   |
| NHL 17          | PlayStation 4, Xbox One                    | septembre 2016 | Sports   |
| NHL 18          | PlayStation 4, Xbox One                    | septembre 2017 | Sports   |
| NBA Live 18     | PlayStation 4, Xbox One                    | septembre 2017 | Sports   |
| EA Sports UFC 3 | PlayStation 4, Xbox One                    | février 2018   | Sports   |
| NHL 19          | PlayStation 4, Xbox One                    | septembre 2018 | Sports   |
| NBA Live 19     | PlayStation 4, Xbox One                    | septembre 2018 | Sports   |
| NHL 20          | PlayStation 4, Xbox One                    | septembre 2019 | Sports   |
| NHL 21          | PlayStation 4, Xbox One                    | octobre 2020   | Sports   |